# Liza Šajn
Liza Šajn (* 5. Mai 2002 in Kranj) ist eine slowenische Leichtathletin, die im Mittel- und Langstreckenlauf antritt.

## Sportliche Laufbahn
Erste internationale Erfahrungen sammelte Liza Šajn im Jahr 2021, als sie bei den U20-Balkan-Hallenmeisterschaften in Sofia in 10:03,86 min den sechsten Platz im 3000-Meter-Lauf belegte. Im Juli schied sie bei den U20-Europameisterschaften in Tallinn mit 9:55,37 min im Vorlauf aus und im Dezember gelangte sie bei den Crosslauf-Europameisterschaften in Dublin nach 14:33 min auf den 53. Platz im U20-Rennen. Im Jahr darauf wurde sie bei den Crosslauf-Europameisterschaften 2022 in Turin nach 23:18 min 56. im U23-Rennen und 2023 gelangte sie bei den U23-Europameisterschaften in Espoo mit 37:04,29 min auf den 19. Platz im 10.000-Meter-Lauf. Anschließend gewann sie bei den Balkan-Meisterschaften in Kraljevo in 9:48,13 min die Bronzemedaille über 3000 Meter hinter der Albanerin Luiza Gega und Burcu Subatan aus der Türkei. Im Oktober wurde sie dann bei den Straßenlauf-Weltmeisterschaften in Riga nach 16:14 min 24. über 5 km. Im Jahr darauf wurde sie bei den Europameisterschaften in Rom in 34:13,15 min 27. über 10.000 Meter. Im November siegte sie in 1:12:21 h beim Verona-Halbmarathon und bei den Straßenlauf-Europameisterschaften 2025 in Löwen gelangte sie nach 1:12:53 h auf Rang elf im Halbmarathon.
In den Jahren 2023 und 2024 wurde Šajn slowenische Meisterin im 10.000-Meter-Lauf sowie 2024 auch im 10-km-Straßenlauf.

## Persönliche Bestleistungen
- 3000 Meter: 9:21,47 min, 18. Februar 2023 in Zagreb
  - 3000 Meter (Halle): 9:14,99 min, 18. Februar 2024 in Novo Mesto
- 5000 Meter: 16:15,20 min, 29. April 2023 in Mailand
- 10.000 Meter: 33:22,53 min, 15. April 2023 in Kozje
- 5-km-Straßenlauf: 15:48 min, 5. Oktober 2024 in Kranj
- 10-km-Straßenlauf: 32:25 min, 12. Januar 2025 in Valencia
- Halbmarathon: 1:12:17 h, 19. Oktober 2024 in Ljubljana